# Ligyra latipennis
Ligyra latipennis är en tvåvingeart som först beskrevs av Paramonov 1931.  Ligyra latipennis ingår i släktet Ligyra och familjen svävflugor. Inga underarter finns listade i Catalogue of Life.